# Franz Gassmann
Franz Gassmann (* vor 1674 in Schlesien; † nach 1676) war ein Arzt, der unter dem Pseudonym Pantaleon alchemistische Traktate in den 1670er Jahren in Wien und Nürnberg veröffentlichte. Er wirkte als Arzt in Passau und dann in Wien.

## Leben
Er war für Experimente mit flüssigem Quecksilber bekannt und behauptete Quecksilber magnetisieren zu können und damit Gold zu finden. Zur Demonstration zeigte er, dass von ihm speziell behandelte Quecksilbertropfen von Gold angezogen würden und diesem folgten wie eine Magnetnadel einem Magneten. Wie er das machte, ist nicht bekannt, doch machte es großen Eindruck auf seine Zeitgenossen die in der Alchemie philosophisches Quecksilber suchten und er verkaufte sein philosophisches Quecksilber teuer.
Er verkaufte auch andere alchemistische Prozesse und demonstrierte z. B. wie man durch tagelanges Erhitzen Quecksilber in Silber verwandelte (wahrscheinlich Silberamalgam, bei dem durch Erhitzen das Quecksilber entwich).
Johann Joachim Becher hielt ihn für einen Scharlatan und veröffentlichte eine Schrift gegen ihn (Pantaleon delarvatus), in der er ihn G. nennt.
Er veröffentlichte verschiedene Traktate wie Tumulus hermetis apertus (Das eröffnete hermetische Grab, vom philosophischen Quecksilber), die auch in den großen alchemistischen Sammlungen wie Deutsches Theatrum Chemicum und Bibliotheca Chemica Curiosa nachgedruckt wurden. 1676 veröffentlichte er eine Streitschrift Disceptatio de lapide physico  gegen eine 1674 anonym (H.V.D.) erschienene Schrift Tumba Seramidis.
Seinen Namen wählte er wahrscheinlich nach Pantaleon, dem Patron der Ärzte und Nothelfer.